# ألكسندر أمير بلجيكا
ألكسندر أمير بلجيكا (18 يوليو 1942 - 29 نوفمبر 2009) هو أكبر أبناء ليوبولد الثالث ملك بلجيكا.